# Nicolas Hulot (sculpteur)
Nicolas Hulot est un sculpteur français du XVIIe siècle.

## Biographie
Nicolas Hulot est le fils de Jacques Hulot, maître sculpteur à Paris, membre de l'Académie de Saint-Luc, reçu le 8 mars 1655, frère des sculpteurs Philippe et Guillaume Hulot.
Nicolas Hulot a été reçu 2e au concours du grand prix en sculpture en 1676 et 1678 organisé par l'Académie royale de peinture et de sculpture.
Les comptes des Bâtiments du roi mentionnent son intervention au château de Versailles, au château de Marly et à l'église des Invalides entre 1687 et 1700.